# Песчаная силага
Песчаная силага, или песчаная силлага, или нитчатая силлага (лат. Sillago ciliata), — вид лучепёрых рыб семейства силаговых. Распространены в юго-западной части Тихого океана. Максимальная длина тела 51 см.

## Описание
Тело удлинённое, несколько сжато с боков, покрыто ктеноидной чешуёй; на щеках ктеноидные чешуйки расположены в 3—4 ряда. Рыло заострённое с конечным ртом. На жаберной крышке есть короткий острый шип. На обеих челюстях щетинковидные зубы расположены полосками. На сошнике зубы расположены изогнутой полоской. На нёбе зубы отсутствуют. Боковая линия полная, тянется до хвостового плавника; в боковой линии от 60 до 69 чешуй. На голове, рыле и челюстях хорошо развита сенсорная система. Два спинных плавника разделены небольшим промежутком. В первом спинном плавнике 11 тонких жёстких лучей, а во втором — один тонкий жёсткий луч и 16—18 мягких лучей. В длинном анальном плавнике две тонкие маленькие колючки и 15—17 мягких лучей. Хвостовой плавник выемчатый. Лучи в непарных плавниках соединены мембранами. В брюшных плавниках 1 колючий и 5 мягких лучей. Плавательный пузырь овальной формы, сужается в задней части; передняя часть плавательного пузыря с рудиментарными трубочками, выступающими вперед; и рядом боковых, которые уменьшаются в размерах и становятся пилообразными кзади. От вентральной поверхности плавательного пузыря отходит трубкообразный вырост, который идёт до мочеполового отверстия. Общее количество позвонков от 32 до 34; из них 14—15 брюшных, 5—8 гемальных и 11—14 каудальных.
Тело бледно-коричневого или серебристо-коричневого цвета, иногда с зеленоватым, лиловым или розовым оттенком; рыло синеватое; брюхо белое. У взрослых особей на теле нет тёмных пятен или точек. У некоторых особей вдоль середины тела проходит серебристо-жёлтая полоса. У молоди длиной менее 90 м по бокам и спине разбросаны тёмные пятна. Первый спинной плавник оливково-зелёный со слабыми тёмными пятнами. Второй спинной плавник бледно-оливковый с рядами тёмно-коричневых или чёрных пятен. Анальный и брюшные плавники бледно-жёлтые. Грудные плавники окрашены в бледно-жёлтый или бледно-коричневый цвет. У основания грудных плавников имеется ярко выраженное сине-чёрное пятно. Хвостовой плавник жёлтого или оливкового цвета с более тёмными краями.
Максимальная длина тела 51 см, а масса — до 1,4 кг.

## Биология
Морские придонные рыбы. Молодь песчаных силаг обычно обитает в закрытых заливах, лагунах и эстуариях, предпочитает мелководные участки с зарослями морских трав (род Zostera). Образует небольшие стайки, зачастую вместе с другими видами рыб.

### Размножение
Самки песчаных силаг впервые созревают при длине тела от 15 до 25 см, а самцы — при длине тела от 10 до 21 см. Средний возраст созревания 50 % самок в популяции оценен в 1,63 года при длине тела 19,3 см, а 50 % самцов созревают в возрасте 1,1 года при длине тела 17,07 см. По оценкам других авторов и самки и самцы песчаных силаг созревают при длине тела около 24 см. Нерестовый сезон у песчаных силаг довольно растянут и у берегов Квинсленда продолжается с сентября до марта, а у побережья Нового Южного Уэльса на один — два месяца дольше. Нерест порционный.

## Ареал
Распространены в юго-западной части Тихого океана у восточного побережья Австралии от полуострова Кейп-Йорк (Квинсленд) вдоль Большого Барьерного рифа до восточной Виктории и восточного побережья Тасмании. Встречаются у островов Лорд-Хау, Новая Каледония и Вудларк.